# Din nou împreună
Din nou împreună este un film românesc din 1978 regizat de George Cornea. Rolurile principale au fost interpretate de actorii Vladimir Găitan, Ilarion Ciobanu și Mircea Diaconu.

## Rezumat
Un tânăr agronom (Vladimir Găitan) insistă pentru introducerea unui nou soi de porumb, iar președintele C.A.P. (Ilarion Ciobanu) refuză. O fostă iubită și sfatul colegului din comună învecinată îl determina pe inginer să rămână și să lupte pentru proiectele sale.

## Distribuție
Distribuția filmului este alcătuită din:
- Vladimir Găitan — Vlad Mateescu, inginer agronom stagiar la C.A.P. Zăvoare
- Ilarion Ciobanu — Gheorghe Hăisan, președintele C.A.P.-ului Zăvoare
- Mircea Diaconu — Ștefan Bănuță („Fane”), inginer agronom stagiar la C.A.P. Șurin, coleg de facultate al lui Vlad
- Micaela Caracaș — Corina, profesoară de limba română, fosta iubită a lui Vlad
- Draga Olteanu-Matei — Frusina Onuț, brigadieră agricolă la C.A.P.-ul Zăvoare (menționată Draga Olteanu Matei)
- Silviu Stănculescu — Mihalcea, primarul comunei Zăvoare, secretarul organizației comunale a P.C.R.
- Aurel Giurumia — Smarandache, contabilul șef al C.A.P.-ului
- Octavian Cotescu — tatăl Corinei, director la o întreprindere din București
- Geo Saizescu — Lambru, contabilul adjunct al C.A.P.-ului
- Iulian Voicu — Cîrnu, paznicul câmpean al C.A.P.-ului, omul președintelui Hăisan
- Rodica Negrea — Mona, fata Frusinei
- Constantin Drăgănescu — Tălică, ajutorul ing. Mateescu
- Vasile Cosma — Vasile Obreja, președintele C.A.P.-ului Șurin
- Dumitru Chesa — Airinei, brigadier agricol
- Andrei Bursaci — Cocorăscu, ruda lui Cîrnu
- Valentin Plătăreanu — directorul general al Direcției Județene Agricole
- Cristina Tacoi — tușa Maria, gazda Corinei
- Mitzura Arghezi — mama Corinei
- Dan Antoci — nea Tăsică, gestionarul bufetului comunal
- Romulus Bărbulescu — șeful Secției Mecanizare a C.A.P.-ului Zăvoare
- Constantin Zărnescu
- Rodica Popescu Bitănescu — telefonista de la Oficiul PTTR din Zăvoare (menționată Rodica Popescu)
- Ion Focșa
- Dem Niculescu — Dobrescu, inspectorul agricol (menționat Dem. Niculescu)
- Dumitru Dimitrie
- Valeriu Buciu
- Aurel Duminecă
- Petre Dumitrescu
- Andreea Maria Raicu
- Maria Scarlat
- Dumitru Drăgan
- Petre Tanasievici
- Petre Lupu — Bojenescu, inginer agronom stagiar, coleg de facultate al lui Vlad
- Cristian Ștefănescu — inginer agronom stagiar, coleg de facultate al lui Vlad
- Nicolae Diaconu
- Ion Albu
- Aurel Grușevschi
- Ion Roxin — reporterul TVR
- Constantin Brânzea (menționat Constantin Branzea)
- Ion Colan
- Adrian Zăncescu
- Adrian Năstase
- Aimée Iacobescu — Lissy, o iubită pasageră a lui Vlad (nemenționată)

## Primire
Filmul a fost vizionat de 1.824.410 spectatori de spectatori în cinematografele din România, după cum atestă o situație a numărului de spectatori înregistrat de filmele românești de la data premierei și până la data de 31 decembrie 2014 alcătuită de Centrul Național al Cinematografiei.